# 안성읍내역
안성읍내역(安城邑內驛)은 대한민국 경기도 안성군 안성읍(현 경기도 안성시)에 있던 역이다. 철도청이 관할하던 안성선이 지났다. 1936년에 1일 4왕복의 열차가 정차했다. 현재는 터조차 남아있지 않다.

## 연혁
- 1931년 6월 15일 : 영업 개시[1]
- 1944년 12월 1일 : 태평양 전쟁으로 폐역[2]